# Preben Richard Christensen
Preben Richard Christensen, med dæknavnene Willy og Villy (født 8. august 1925, død 27. februar 1945 i Ryvangen) var en dansk modstandsmand, som var medlem af BOPA.
Han blev arresteret af Gestapo den 10. februar 1945, og ført til Ryvangen den 27. februar 1945, hvor han blev henrettet sammen med ni andre.
Preben Richard Christensen blev den 29. august 1945 begravet i Mindelunden i Ryvangen.